# دابروا (شهرستان شرم)

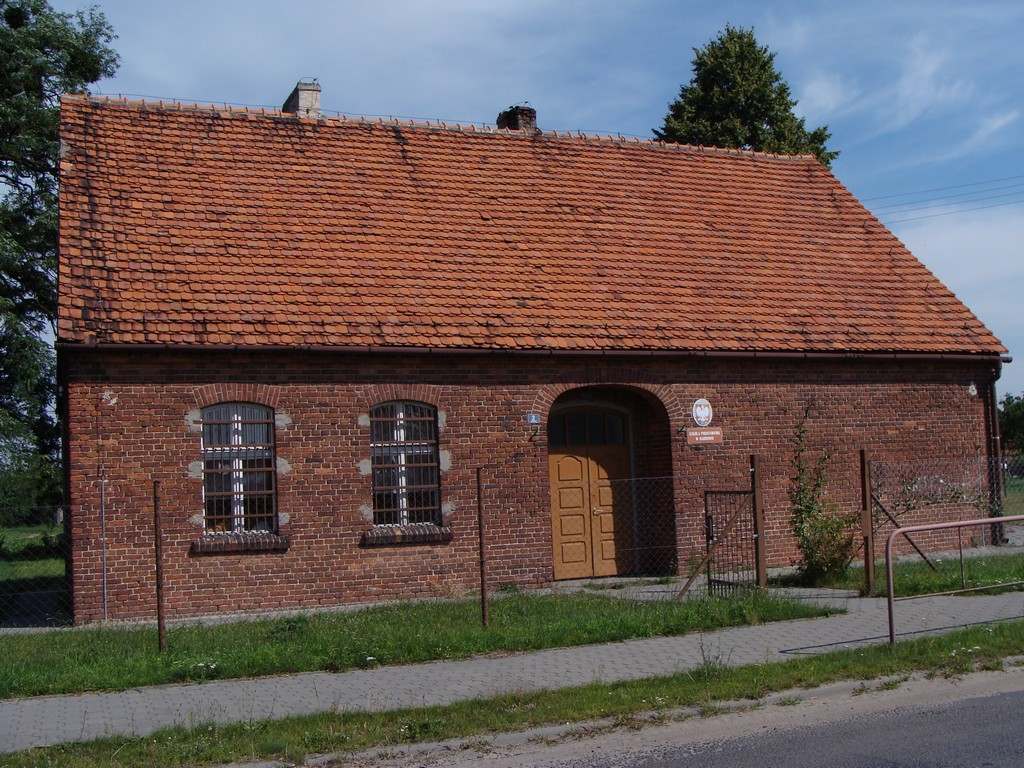
ساختمان مدرسه سابق

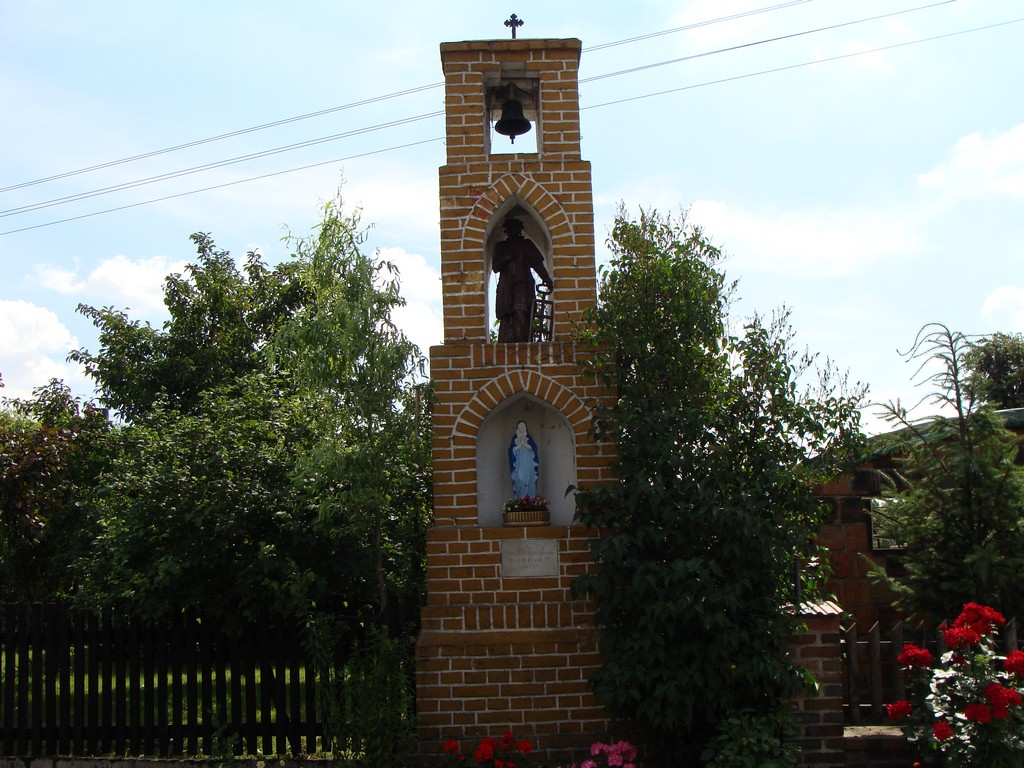
کلیسای کوچک با مجسمه های اس تی. لارنس و بانوی ما از تسبیح

دابروا روستایی در لهستان در استان لهستان بزرگ ، در شهرستان شرم ، در گمینا شرم واقع گردیده است. در سال های ۱۹۷۵-۱۹۹۸ ، این شهر از دیدگاه اداری به ایالت پوزنان وابسته بود.
این شهر در ۷ کیلومتری شمال شرقی شرم در گوشه جاده ناحیه ای شماره ۲۴۸۰ به چمون از راه لوسینا و شماره ۴۰۷۲ از راه مکلین، در گوشه دریاچه های گوشه نشین و آکسبو رودخانه وارتا قرار گرفته است. ساختمان های تاریخی روستا همانند ساختمان اسکرزیدلوسکی مربوط به روز های پایانی قرن نوزدهم، ساختمان مدرسه متعلق به روز های نخست قرن بیستم، که در لیست آثار تاریخی شهرداری ثبت گردیده است  .